# Gunnar Wennerström
Gunnar Erik Emanuel Wennerström (* 27. Juni 1879 in Mellerud; † 2. Juni 1931 in Stockholm) war ein schwedischer Schwimmer und Wasserballspieler.

## Karriere
Wennerström sollte bereits 1906 an den Olympischen Zwischenspielen in Athen teilnehmen. Hier war er für die Wettbewerbe über 100 m, 400 m und 1 Meile Freistil gemeldet, trat aber in allen nicht an. Zwei Jahre später folgte dann die tatsächliche Teilnahme an Olympischen Spielen. In London scheiterte er über 1500 m Freistil und mit der schwedischen Staffel über 4 × 200 m Freistil im Vorlauf. Für die Disziplin 400 m Freistil war der Sportler ebenfalls gemeldet, trat aber nicht an. Mit der schwedischen Wasserballmannschaft erreichte er den dritten Rang und sicherte sich somit die Bronzemedaille. Bei den Olympischen Spielen 1912 in Stockholm war er als Schiedsrichter in fünf Wasserballspielen eingesetzt.